# Katakombe svetog Gaudija
Katakombe svetog Gaudija podzemna su paleokršćanska grobna mjesta (4. – 5. stoljeće nove ere), smještena u sjevernom području grada Napulja (danas četvrt Stella).

## Povijest
Katakombe su vjerojatno bile nastanjene na već postojećoj grčko-rimskoj nekropoli u okrugu koji je danas poznat kao Rione Sanità, a koji je u to vrijeme bio nenaseljen. Prema predaji, to je mjesto ukopa sv. Gaudija, biskupa koji je u Napulj stigao iz sjeverne Afrike, zbog brodoloma.
Njegov pokop dogodio se između 451. i 453. godine i mjesto, iako je već bila grobnica drugog biskupa, svetog Nostriana, postalo je predmetom štovanja.
Cijelo područje Rione Sanità bilo je nenaseljeno tijekom srednjeg vijeka zbog brojnih klizišta s brda Capodimonte koja su zatrpala područje. Urbanizacija Rione Sanità počela je tek oko šesnaestog stoljeća i katakombe su se vratile svojoj izvornoj grobnoj funkciji. Tijekom sedamnaestog stoljeća, izgradnjom bazilike Santa Maria della Sanità neposredno iznad drevne crkve ili kapele sv. Gaudiosa, podzemno groblje je "modernizirano" s dubokim promjenama u njegovoj izvornoj strukturi i uništenjem nekih od njih.
Nakon izbijanja kuge 1656. godine goleme vapnenačke špilje u dolini postale su ogromno groblje na otvorenom, a početkom 19. stoljeća u vrijeme Joachima Murata premještene su brojne kosti iz "soba za mumificiranje" kasnije kako bi se napravio prostor za žrtve drugih epidemija, poput kolere 1836.
Danas je od izvornih katakombi ostao samo mali dio.

## Opis
Pristup katakombama je u kripti, ispod uzdignutog prezbiterija crkve Santa Maria della Sanità. Njezin prikaz predstavljen je na blijedoj paleokršćanskoj fresci koja je odvojena od zida stare crkve, zbog odrona blata.
Ikona Gospe od Zdravlja (Santa Maria della Sanità), štovana od 5. do 6. stoljeća, najstarija je marijanska ikona u Napulju, a sada se čuva u prvoj desnoj bočnoj kapeli bazilike. Mnogi stanovnici susjedstva, međutim, vjeruju da je crkva posvećena svetom Vincentu Ferreru, zbog pučke pobožnosti prema ovom svetom dominikancu i njegovom prekrasnom drvenom kipu, postavljenom lijevo od oltara.
Kripta, nekoć duga hodnička katakomba, jasno sadrži na svodu i na zidovima vidljive freske Bernardina Fere koje predstavljaju priče o mučenicima. Arcosolium, postavljen na ulazu, čuva grobnicu San Gaudioso, s mozaičkim ukrasom iz šestog stoljeća.
U različitim kubikulama koje se otvaraju duž krakova katakombi, nalazile su se freske iz 5. – 6. stoljeća (Sv. Petar, između ostalih, i San Sossio, đakon iz Pozzuolija) i mozaik koji datira prije kasnog 5. stoljeća. Skulptura mrtvog Krista od sedre lijevo od ulaza potječe s kraja 17. stoljeća. 17. stoljeće bilo je za katakombe novo razdoblje korištenja, osobito od strane dominikanske braće. U to je doba, zapravo, još uvijek bila raširena upotreba drenaža: kamenih šupljina u koje su se lešine naslanjale u fetalni položaj, kako bi izgubile tekućinu.
Dominikanska braća smatrala su da je glava najvažniji dio tijela kao sjedište misli; Na taj su način, nakon sušenja, glave sačuvane, dok je ostatak tijela nagomilan u kosturnici.
Tijekom tog razdoblja također je prakticirana jeziva praksa da se glave sada osušenih leševa uzimaju i zaključavaju u zidove, a ispod se slika tijelo koje bi dalo neke naznake o profesiji pokojnika. Ova vrsta ukopa bila je rezervirana za bogate slojeve, a kasnije je napuštena zbog higijenskih razloga.
Među onima koji su primili takve ukope bili su:
- Donna Sveva Gesualda (1611.)[1] – princeza od Montesarchia, majka Marije d'Avalos
- Gospa Caraccia della Cerenzia (1618.[2]
- Marco Antonio d'Aponte (također napisano de Ponte ) (1624.)[3] – markiz od Sant'Angela, predsjednik/sudac Kraljevskog vijeća,[4][3] član Vijeća Italije[5]
- Giovanni Balducci (~1630.) – slikar
- Diego Longobardo (1632.) – sudac[6]
- Alessandro d'Afflitto (1635.)[7]
- Kapetan Scipione Brancaccio – barun od Alfana,[8] španjolski vojni časnik; borio se u bitci kod Bijele planine[9]
- Maria de Ponte – plemkinja[10]

Praksa pokopa je zabranjena 1637. zbog zabrinutosti oko stanja katakombi.
- Sveva Gesualda, 1611.
- Nepoznata žena (lijevo) i Caraccia della Cerenzia, 1618. (desno)
- Marco Antonio d'Aponte, 1624. (lijevo) i Scipione Brancaccio (desno)

## Zanimljivosti
Mrtve su pokapali u male otvore u zidovima, ali sada su preživjele samo lubanje, jer je površina oštećena vlagom. Većina tih lubanja manja je od modernih ljudi, možda zbog drugačije prehrane i zdravijeg načina života.
Napuljski glumac Antonio De Curtis, poznat kao Totò, bio je porijeklom iz Rione Sanità i često je posjećivao njezine katakombe, gdje se nalazi freska koja predstavlja pobjedu Smrti. Ova je slika vjerojatno inspirirala Totovu pjesmu “A' livella”.
Do kraja dvadesetog stoljeća dominikanski klaustar uz baziliku postao je gostionica koja sponzorira posjete katakombama San Gaudioso i San Gennaro. Kako biste vidjeli i dio koji nije osvijetljen svjetlima, tijekom posjeta poželjno je ponijeti svjetiljku.